# NGC 3646
NGC 3646 (również PGC 34836 lub UGC 6376) – galaktyka pierścieniowa (bywa też klasyfikowana jako spiralna – Sc) znajdująca się w gwiazdozbiorze Lwa. Odkrył ją William Herschel 15 lutego 1784 roku.
W galaktyce tej zaobserwowano supernowe SN 1989N i SN 1999cd.